# Elternverein
Als Elternverein wird in Deutschland der organisierte oder informelle Zusammenschluss von Eltern bezeichnet. Im Unterschied zur Elternvertretung sind Elternvereine aus eigenem Antrieb oder aus Beiräten oder ähnlichen Gremien entstanden. Diese Elternvereine können kurze Initiativen sein, aber auch als eingetragener Verein über längere Zeit Unterstützer einer Schule oder Träger einer pädagogischen Einrichtung, wie zum Beispiel eines Kindergartens, sein. Ein Elternverband ist oft der Dachverband mehrerer Elternvereine.
In Österreich wird der dem deutschen Elternbeirat Adäquat als Elternverein bezeichnet.